# Encore! Encore!
Encore! Encore! foi uma sitcom estadunidense, transmitida originalmente pela NBC entre 1998 e 1999.

## Premissa
Joe Pinoni é um famoso cantor de ópera, conhecido mundialmente, mas graças a um acidente na Itália, ele nunca mais poderá cantar. Após gastar todo seu dinheiro para tentar se curar, e perder todos os seus "amigos", Joe volta para a casa de sua mãe, que cuida com a filha e o genro de uma grande fazenda.

## Elenco
- Nathan Lane	 ... 	Joseph Pinoni
- Joan Plowright	... 	Marie Pinoni
- Glenne Headly	... 	Francesca Pinoni
- Trevor Fehrman	... 	Michael Pinoni
- Ernie Sabella	... 	Leo
- James Patrick Stuart	... 	Claude Bertrand
- Lauren Woodland	... 	Hayley

## Produção
No episódio piloto, Molly Price interpretava Francesca Pinoni, e Evan Mathew Weinstein era Michael Pinoni, mas, após a gravação do episódio piloto, estes foram substituídos por Glenne Headly e Trevor Fehrman, respectivamente.

## Episódios
Encore! Encore! teve, no total, apenas 12 episódios produzidos, e reunidos em uma única temporada.
| #  | Título                           | Exibição Original    |
| -- | -------------------------------- | -------------------- |
| 1  | Pilot                            | 1998, 22 de Setembro |
| 2  | I Am Joe's Ego                   | 1998, 29 de Setembro |
| 3  | The French Connection            | 1998, 20 de Outubro  |
| 4  | Master Class                     | 1998, 27 de Outubro  |
| 5  | Sour Grapes                      | 1998, 16 de Dezembro |
| 6  | The Diary                        | 1998, 23 de Dezembro |
| 7  | Mr. Joe's Wild Ride              | 1998, 30 de Dezembro |
| 8  | I Know How the Caged Bird Tastes | 1999, 6 de Janeiro   |
| 9  | Crime & Punishment               | 1999, 12 de Janeiro  |
| 10 | To Soeur with Love               | 1999, 20 de Janeiro  |
| 11 | The Doubt of the Benefit         | 1999, 27 de Janeiro  |
| 12 | A Review to Remember             | Indisponível         |